# Claassenia sabulosa
Claassenia sabulosa är en bäcksländeart som först beskrevs av Banks 1900.  Claassenia sabulosa ingår i släktet Claassenia och familjen jättebäcksländor. Inga underarter finns listade i Catalogue of Life.